# Гриневский, Лев Викентьевич
Лев Викентьевич Гриневский (11 [23] апреля 1824 — 1894) — русский архитектор. Брат архитектора Казимира Викентьевича Гриневского.

## Биография
Родился 11 (23) апреля 1824 года. Первоначальное образование получил в Минской классической гимназии. В 1841 году поступил в Петербургское строительное училище, которое окончил в 1847 году со званием архитекторского помощника. В сентябре того же года назначен в распоряжение Главного управления путей сообщения и публичных зданий по департаменту проектов и смет, затем определён в Псковскую губернскую строительную и дорожную комиссию архитекторским помощником для производства работ. В 1857 году за отличие по службе возведён в звание архитектора и назначен на должность начальника искусственного стола. С 1865 по 1867 годы — младший инженер строительного отделения Псковского губернского правления. В 1867 году переведён младшим архитектором в Олонецкое губернское правление, а в 1871 году назначен калужским губернским архитектором. Статский советник.

## Проекты и постройки
- Каменная католическая часовня на Дмитриевском кладбище (Псков, не сохранилась)[3]
- Двухэтажное каменное здание женской больницы на Завеличье (Псков, ул. Малясова, 2)[4]
- Здание Присутственных мест (перестройка) (Псков, Торговая площадь, не сохранилось)[3]
- Тюремные замки в Острове, Холме и Торопце
- Губернская почтовая контора (перестройка) (Великие Луки)[3]
- 4 деревянных моста в Псковской губернии[1]
- Мост американской системы и плавучий мост через реку Великую[1]
- Колокольня и трапезная Покровской церкви в Подбужье (1870-е, не сохранилось)[5]
- Костёл святого великомученика Георгия (перестройка двухэтажного здания 1721 года постройки) (1880, Калуга)[6]
- Церковь Владимира равноапостольного при Архиерейском доме (1890-е, Калуга, ул. Кутузова, 24)[7]